# Визирська сільська рада
Визи́рська сільська́ ра́да — орган місцевого самоврядування Визирської сільської громади в Одеському районі Одеської області.

## Склад ради
Рада складається з 22 депутатів та голови.
- Голова ради: Стоілакі Валерій Володимирович
- Секретар ради: Ососкало Іван Андрійович

### Керівний склад Визирської сільської ради
| Прізвище, ім'я, по батькові    | Основні відомості                                                   | Дата обрання | Дата звільнення |
| ------------------------------ | ------------------------------------------------------------------- | ------------ | --------------- |
| Стоілакі Валерій Володимирович | Сільський голова, 1951 року , освіта вища,народження, позапартійний | 30.06.2019   | 25.10.2020      |
| Стоілакі Валерій Володимирович | Сільський голова, 1951 року народження, освіта вища,позапартійний   | 25.10.2020   |                 |

Примітка: таблиця складена за даними сайту Верховної Ради України

### Депутати
За результатами місцевих виборів 2020 року депутатами ради стали:

#### За суб'єктами висування
| Суб'єкт висування  | Кількість обраних депутатів | % |
| ------------------ | --------------------------- | - |
| Самовисування      | 5                           |   |
| "Команди розвитку" | 17                          |   |

#### За округами
| № округу        | Прізвище, ім'я, по батькові | Дата визнання обраним | Освіта             | Партійна приналежність                  | Відомості про обраного депутата                                       |
| --------------- | --------------------------- | --------------------- | ------------------ | --------------------------------------- | --------------------------------------------------------------------- |
| Партія регіонів |                             |                       |                    |                                         |                                                                       |
| 3               |                             | 03.11.2010            | середня спеціальна | позапартійна                            | Визирська сільська рада, секретар                                     |
| 4               |                             | 03.11.2010            | середня спеціальна | позапартійний                           | ТОВ «Трансінвестсервіс», начальник зміни КВВ ЗТ                       |
| 5               |                             | 03.11.2010            | вища               | позапартійний                           | ТОВ «Трансінвестсервіс», керівник газового господарства               |
| 6               |                             | 03.11.2010            | вища               | позапартійна                            | ТОВ «Трансінвестсервіс», оператор автозаправної станції               |
| 7               |                             | 03.11.2010            | вища               | член Партії регіонів                    | загальноосвітня школа І-ІІІ ст. с. Визирка, вчитель початкових класів |
| 14              |                             |                       | середня спеціальна | член Партії регіонів                    | тимчасово не працює                                                   |
| 16              |                             |                       | середня спеціальна | член Партії регіонів                    | ТОВ «ДельтаВілмар СНД», водій навантажувача                           |
| Самовисування   |                             |                       |                    |                                         |                                                                       |
| 1               |                             | 03.11.2010            | середня спеціальна | позапартійний                           | МТП «Южний», докер-механізатор                                        |
| 2               |                             | 03.11.2010            | вища               | позапартійний                           | ТОВ «Трансінвестсервіс», заступник директора малої механізації        |
| 8               |                             | 03.11.2010            |                    | член Політичної партії «Сильна Україна» | ПСП «Воронівське», директор                                           |
| 9               |                             |                       |                    | позапартійний                           | ТОВ «Трансінвестсервіс», директор зернового терміналу                 |
| 10              |                             |                       | вища               | позапартійна                            | ТОВ «Консул», директор                                                |
| 11              |                             |                       | вища               | позапартійна                            | Комінтернівське районне правління юстиції, головний спеціаліст        |
| 12              |                             | 03.11.2010            | середня            | позапартійна                            | Визирська сільська рада, тех. працівник                               |
| 13              |                             | 29.06.2011            | середня спеціальна | член Партії регіонів                    | фермерське господарство «Аризона», голова СФГ «Аризона»               |
| 15              |                             | 03.11.2010            | вища               | позапартійний                           | ТОВ «ТІС Інфраструктура», директор                                    |